# ベストライフ
ベストライフは、株式会社ベストライフが運営する、買取専門店である。2004年 9月（創業　2002年9月）より、大阪だけではなく、神戸や関東にも出店している。
最近ではブランド品だけではなく、生活雑貨や家具なども取り扱っている。

## 概要
ブランド品を主としたリサイクル業。ブランド商品の買取・販売。
各種ブランド品を買取し、主にインターネット販売（Yahoo!オークション）、業者販売などを行っている。
ブランド品から生活雑貨や家具まで幅広く取り扱っている。

## 受賞歴
Yahoo!オークション ベストストアアワード
2005年度
ファッション部門１位
2006下半期
ファッション部門１位
2006年間
ファッション部門１位
2007上半期
ファッション部門１位 マイブース賞２位
2007下半期
ファッション部門２位 マイブース賞２位
2007年間
ファッション部門２位 マイブース賞１位 カスタマーケア賞１位
2008上半期
ファッション部門３位
2008下半期
ファッション部門３位
2008年間
ファッション部門３位 カスタマーケア賞２位
2009上半期
ファッション部門３位
2009年間
ブランド部門３位
2011年間
ブランド部門３位
2012年間
ブランド部門３位

## メディア情報
2014.1.4発売　女性自身
2014.1.14放送　フジテレビ「情報プレゼンター とくダネ!」
2014.7.6付け　日経MJ
2014.11.27取材　PBS動画（採用されたかは不明）
2015.8.27放送　NHK「ニュースシブ5時」
2015.9.9放送　TBSテレビ「水曜日のダウンタウン」
2016.2.10付け　リサイクル通信

## 加盟機関
GIA JAPAN（米国宝石学会日本支部）　会員No.00474
BRFA 日本ブランドファッション協会 加盟店